# Liste der Bodendenkmale in Oyten
In der Liste der Bodendenkmale in Oyten sind die Bodendenkmale der niedersächsischen Gemeinde Oyten aufgeführt. Die Quelle ist der Denkmalatlas Niedersachsen. 

Oyten im Landkreis Verden

Der Stand der Liste ist der 4. Januar 2025.

## Allgemein
In den Spalten finden sich folgende Informationen des Bodendenkmales:
Lagegeographische Koordinaten
BezeichnungBezeichnung lt. Denkmalatlas
BeschreibungBeschreibung lt. Denkmalatlas
IDObjekt-ID
BildBild, ggf. zusätzlich mit Link zu weiteren Fotos im Medienarchiv Wikimedia Commons.

## Bassen
| Lage                      | Bezeichnung          | Beschreibung                                                 | ID       | Bild |
| ------------------------- | -------------------- | ------------------------------------------------------------ | -------- | ---- |
| 53° 5′ 1″ N, 9° 5′ 13″ O  | Bassen 3, Grabhügel  | Durchmesser ca. 23 m und Höhe ca. 2 m.                       | 32201950 | BW   |
| 53° 3′ 32″ N, 9° 6′ 49″ O | Bassen 30, Grabhügel | Durchmesser ca. 18 m und Höhe ca. 0,6 m, Ostteil abgegraben. | 32202210 | BW   |

### Bassen 5
- ID:32202442
- Grabhügelfeld.

| Lage                      | Bezeichnung | Beschreibung                                                         | ID       | Bild |
| ------------------------- | ----------- | -------------------------------------------------------------------- | -------- | ---- |
| 53° 5′ 11″ N, 9° 5′ 51″ O | Bassen 5    | Durchmesser ca. 14 m und Höhe ca. 1 m.                               | 32201951 | BW   |
| 53° 5′ 12″ N, 9° 5′ 55″ O | Bassen 6    | Durchmesser ca. 13 m und Höhe ca. 0,8 m.                             | 32202068 | BW   |
| 53° 5′ 11″ N, 9° 5′ 53″ O | Bassen 7    | Durchmesser ca. 19 m und Höhe ca. 1,25 m.                            | 32202181 | BW   |
| 53° 5′ 11″ N, 9° 5′ 53″ O | Bassen 8    | Durchmesser ca. 12 m und Höhe ca. 0,7 m.                             | 32202180 | BW   |
| 53° 5′ 10″ N, 9° 5′ 51″ O | Bassen 9    | Durchmesser ca. 15 m und Höhe ca. 0,8 m.                             | 32202067 | BW   |
| 53° 5′ 8″ N, 9° 5′ 50″ O  | Bassen 10   | Durchmesser ca. 15 m und Höhe ca. 0,8 m.                             | 32202209 | BW   |
| 53° 5′ 7″ N, 9° 5′ 50″ O  | Bassen 11   | Durchmesser ca. 13 m und Höhe ca. 0,7 m, mit viereckiger Eingrabung. | 32202441 | BW   |